# Колония Тасмания
Колония Тасмания (англ. Colony of Tasmania) — самоуправляющаяся колония Великобритании, существовавшая в период с 1856 по 1901 год, в будущем — штат Тасмания в составе Австралийского Содружества.

## История
Колония Земля Ван-Димена была реорганизована 1 января 1856 года в Колонию Тасмания, решением Тайного совета с переименованием острова и окончательного закрепления самоуправления колонии. 

### Экономическая ситуация
На период реформирования колонии приходится и первый значимый экономический рост: в этот же год открывается первый колониальный общественный транспорт, а через год проведена первая телеграфная линия Хобарт — Лонсестон, а улицы начал освещать угольный газ, который начал использоваться частными лицами. Тасмания укрепила свою позицию передового центра судостроения, а вскоре и вовсе сделала её претендентом на мировое лидерство в судостроении.
Однако уже в 1860-е годы начался постепенный экономический спад и застой экономики Тасмании, однако остров, как и колония всё ещё продолжали развиваться: был открыт главное почтовое отделение, музей и художественная галерея. Тасмания соединилась с Викторией через подводный телеграфный кабель. Начато строительство Лонсестонской и Западной железной дороги, а вскоре был совершён и первый королевский визит в Тасманию герцога Эдинбургского принца Альберта. В 1868 году было введено обязательное всеобщее образование, сделав Тасманию одной из первых колоний, принявших подобную политику.

### Вопрос о самообороне острова
После крымской войны, Великобритания начала реформу собственных вооружённых сил, среди которых начался вывод гарнизонов, из-за чего, уже в сентябре 1870 года колония осталась без каких-либо сил обороны, что начало угрожать её безопасности. И хоть ранее были попытки создать силы самообороны, как например Добровольческая артиллерийская рота Хобарта (1859 года) и Лонсестоне (1860 года), а также ещё двенадцать рот пехоты, в 1867 году они были расформированы, а части просуществовали крайне недолго. Вопрос о защите встал наиболее остро, когда в 1872 году три корабля Императорского флота Российской Империи — «Африка», «Пластун» и «Вестник» подошли к колонии, что вызвало в колонии настоящую панику и оживлённые дискуссии о самообороне.
Угроза войны с Россией в 1876 году ускорили создание сил самообороны и модернизации береговой охраны, благодаря чему уже в 1878 году был принят Акт о добровольцах, который сформировал Тасманские добровольческие силы. Первое формирование сил — Тасманский добровольческий стрелковый полк был сформирован и сразу же разделён между севером и югом колонии. К 1880 году, силы насчитывали более 950 солдат, 200 артиллерийских орудий, 50 конных пехотинцев. В 1883 году появился отдельное инженерное отделение, которые стали членом экипажа торпедного катера. К 1885 году, численность армии достигла 1200 солдат, а в 1893 году их численность увеличилось до 1500 человек. К 1896 году, полк состоял из трёх батальонов, базировавшихся в Хобарте, Лонсестоне и Северо-Западе колонии.